# Église Saint-Martin de Saint-Martin-du-Limet
L'église Saint-Martin est une église catholique située à Saint-Martin-du-Limet, en France.

## Localisation
L'église est située dans le département français de la Mayenne, sur la commune de Saint-Martin-du-Limet.

## Historique
L'édifice est inscrit au titre des monuments historiques depuis 1992.